# Canavalia ramosii
Canavalia ramosii är en ärtväxtart som beskrevs av J.D.Sauer. Canavalia ramosii ingår i släktet Canavalia och familjen ärtväxter. Inga underarter finns listade i Catalogue of Life.